# Cătălina Mateescu Bogdan
Cătălina Mateescu-Bogdan (n. 27 septembrie 1946, Pucioasa, România) este o pictoriță de origine română care își desfășoară activitatea în SUA din 1975.
A studiat sculptura sub îndrumarea Miliței Petrașcu și a plecat din România în 1975 pentru a-și continua studiile în America. S-a stabilit în New Orleans.
A făcut cursuri de restaurare a picturii cu Bălașa Cantacuzino și Irène Tolstoi. A absolvit Facultatea de Istorie a Universității din București, frecventând și cursurile de lingvistică matematică ale lui Solomon Marcus. S-a stabilit în SUA în 1975 și a studiat la Foothill College, Stanford University, California. Din 1983 profesor de tehnica fotogravurii și fotografiei la Tulane University, New Orleans. 
A avut expoziții atât în SUA cât și în Europa:
- București: 1969 și 1970
- Londra: 1974
- Heidelberg: 1975 și 1977
- Universitatea Stanford: 1976 și 1980
- San Francisco: 1978 și 1980
- Paris: 1985